# Liste der Monuments historiques in Neuilly-en-Donjon
Die Liste der Monuments historiques in Neuilly-en-Donjon führt die Monuments historiques in der französischen Gemeinde Neuilly-en-Donjon auf.

## Liste der Bauwerke
| Bezeichnung                | Beschreibung              | Standort | Kennzeichnung | Schutzstatus | Datum | Bild           |
| -------------------------- | ------------------------- | -------- | ------------- | ------------ | ----- | -------------- |
| Kirche Ste-Marie-Madeleine | Erbaut im 11. Jahrhundert | (Lage)   | PA00093246    | Classé       | 1944  | weitere Bilder |

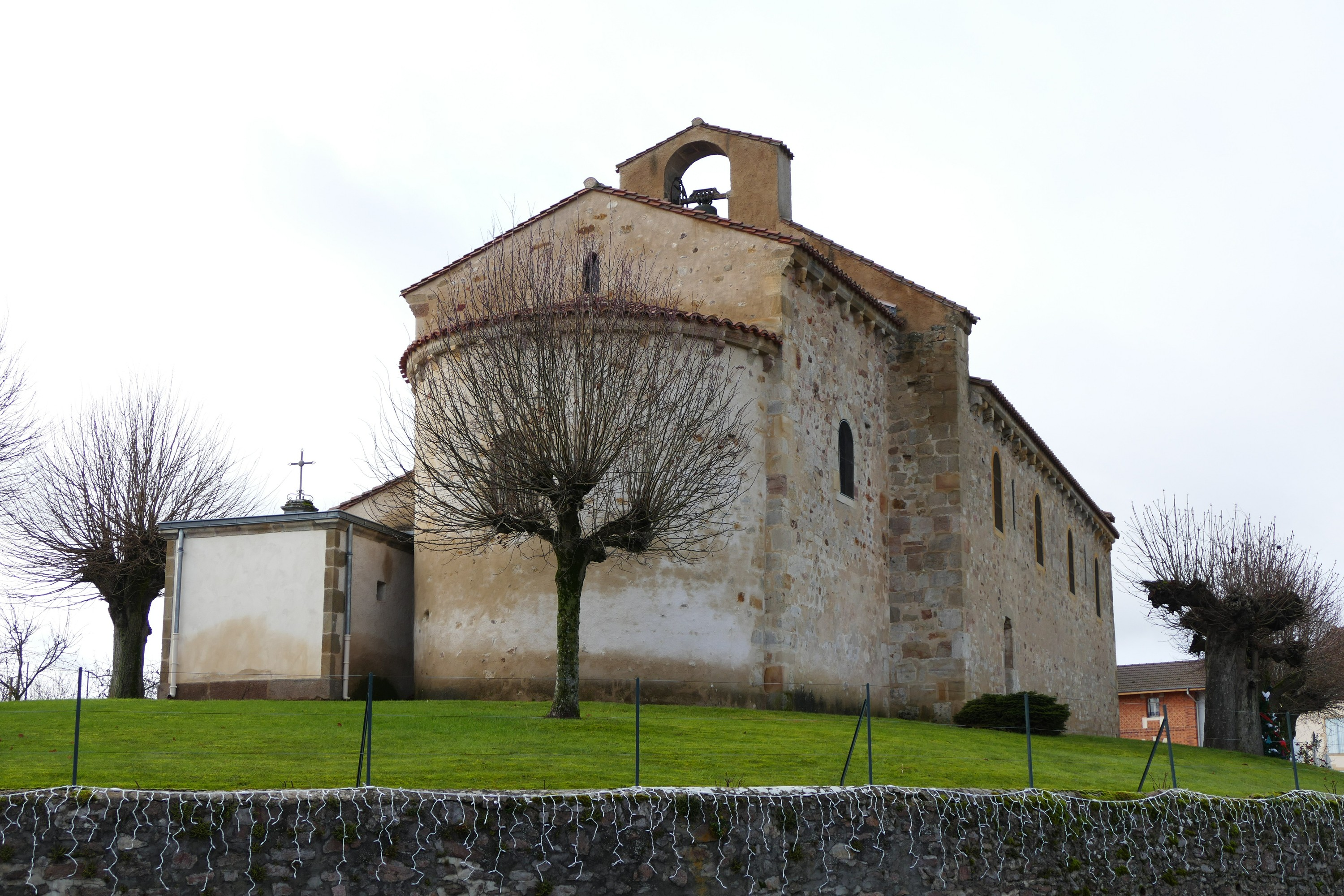
Ostseite mit Apsis
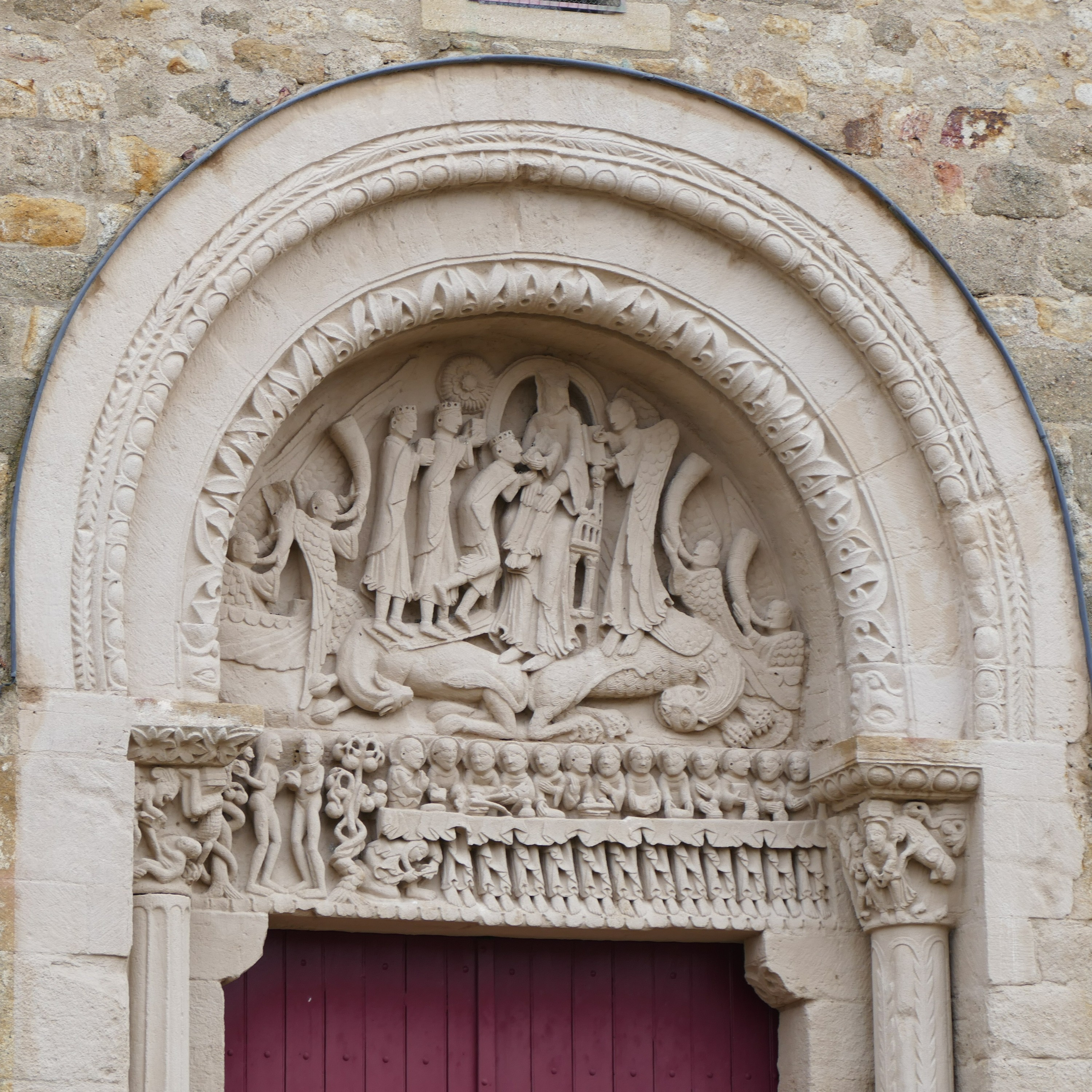
Portal
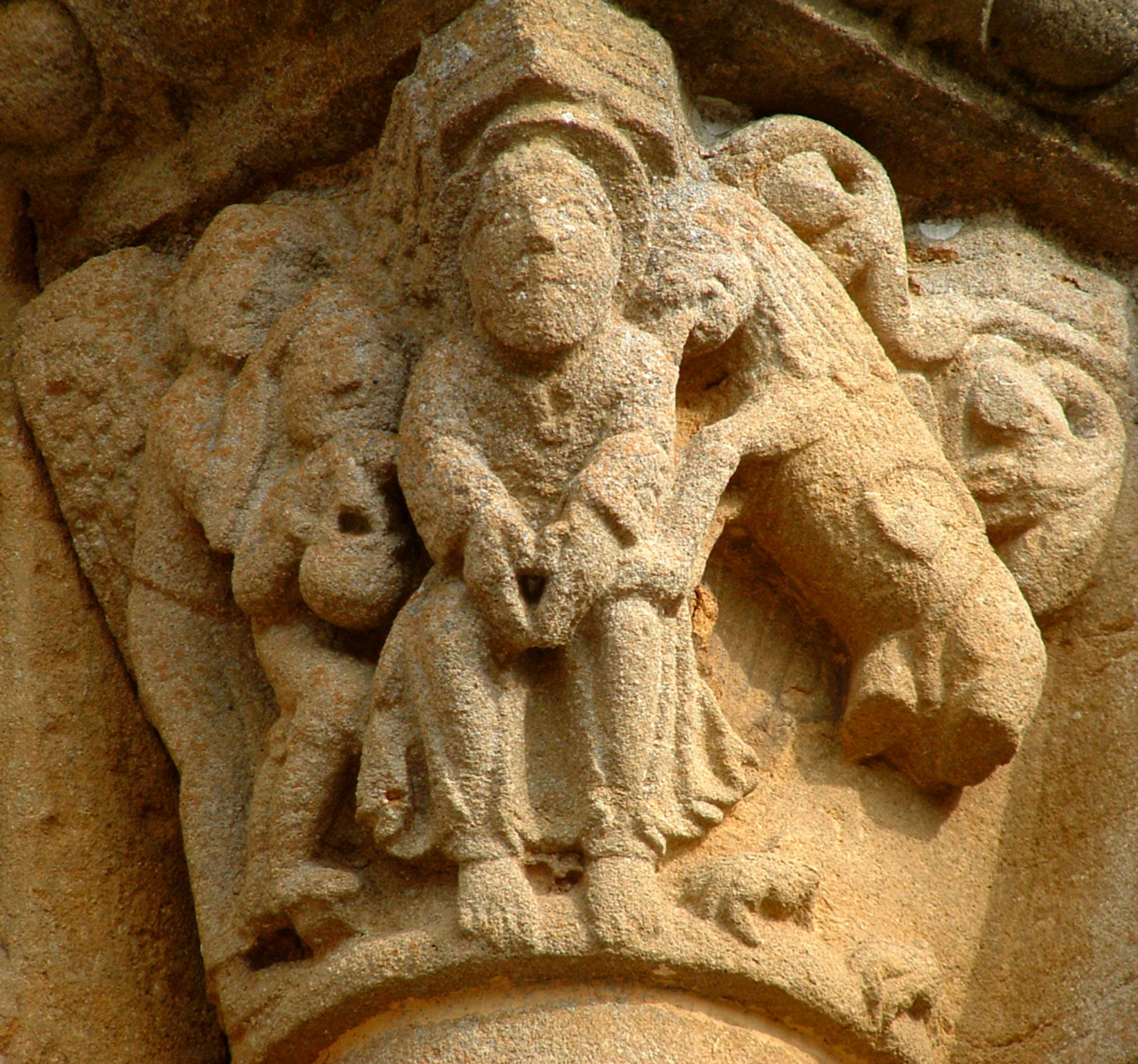
Kapitell des Portals
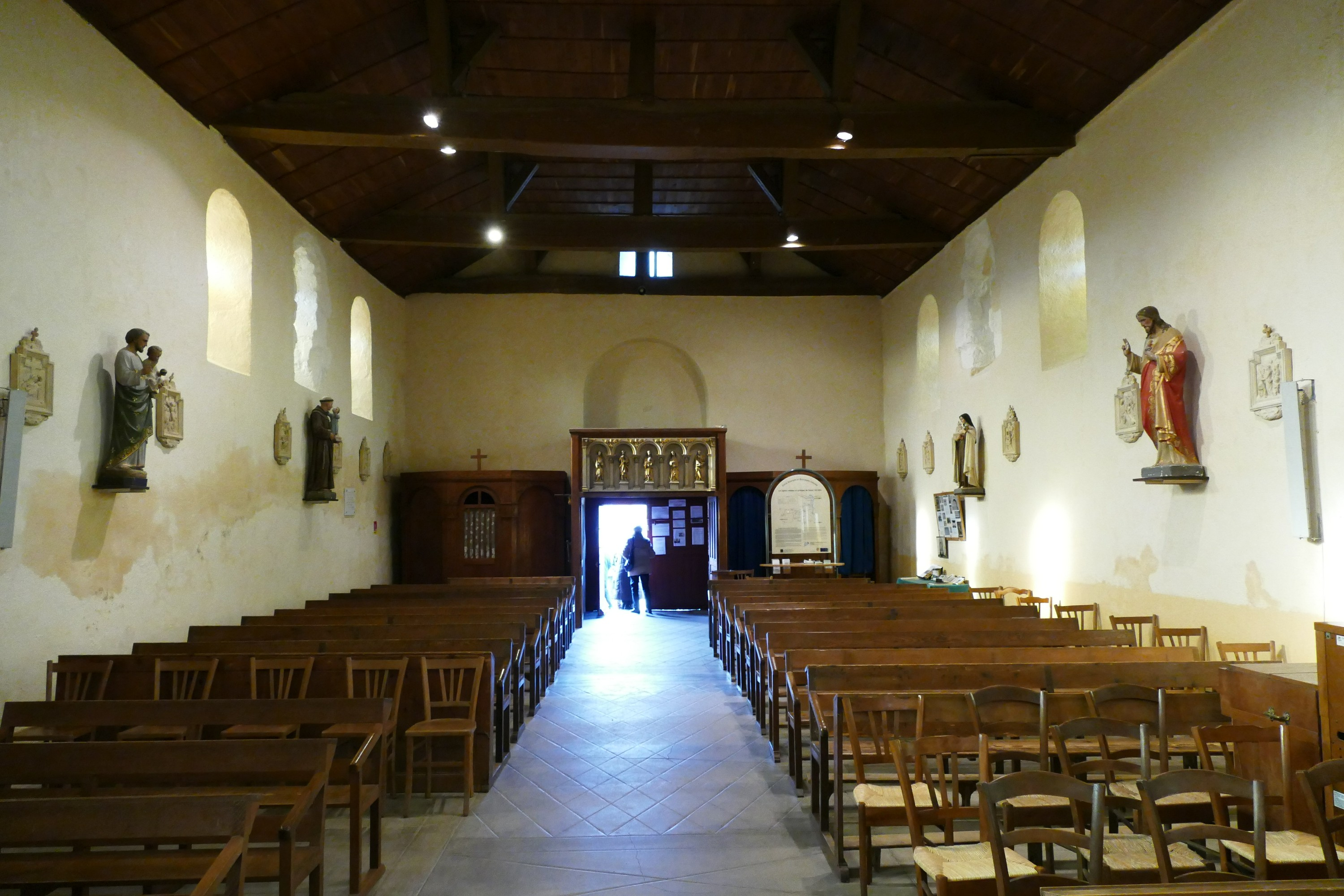
Innenansicht von Osten

## Liste der Objekte
- Monuments historiques (Objekte, z. B. Gemälde, Skulpturen, Altäre etc.) in Neuilly-en-Donjon in der Base Palissy des französischen Kultusministeriums